# بوينغ 777
بوينغ 777 وتلقب أيضاً بـ ثلاث سبعات أو تربل سڤن هي طائرة ركاب نفاثة ذات بدن عريض من إنتاج بوينغ كومرشيل أيربلينز. الـ777 هي أكبر طائرة ثنائية المحرك، تستطيع حمل ما بين 283 إلى 368 راكب في ثلاث درجات تجارية، ويصل مداها إلى ما بين 5,235 و9،380 ميل بحري. تم طرح سلسلة طائرات الـ777 لأول مرة في عام 1989. تملأ الطائرة فجوة الحجم ما بين البوينغ 767 والبوينغ 747. دخلت الطائرة الخدمة في 7 يونيو 1995 مع خطوط يونايتد الجوية. تصنع الطائرة في مصنع بوينغ إفريت.
تعد الطائرة أول طائرة ركاب يتم تصميمها رقمياً بالكامل وتم تجميع الطائرة مسبقاً على الحاسب الآلي. يوجد هناك 6 طرازات مختلفة للطائرة. أول طراز للطائرة هو 777-200 والذي دخل الخدمة في 1995، أما الطراز الأطول 777-300 فدخل الخدمة في 1998. في عام 2000 تم إطلاق طائرتي من طراز ال-200 وال-300 ”إي أر“ ذات المدى الأطول. أطلق الطراز 777-200 ”أل أر“ في 15 فبراير 2005 تستطيع الطيران لمسافات أطول، وهذا الطراز تعد الطائرة التجارية ذات أطول مدى طيران في العالم. النوع الأخير هو ال777أف للشحن الجوي.
تعد الـ777-200إي أر أكثر الأنوع انتشاراً من بين طائرات عائلة البوينغ 777 حيث أن حتى شهر أبريل من عام 2009 تم تسليم 409 طائرة من مجموع 434 طلب لهذا الطراز. يصل مجموع طلبات طائرات الـ777 حتى أبريل 2009 إلى 1102 طائرة من قبل 56 جهة، وتم تسليم 741 طائرة.

## التطوير

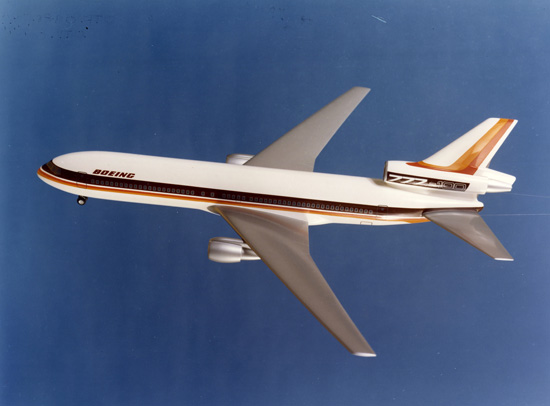
بوینغ 777-100

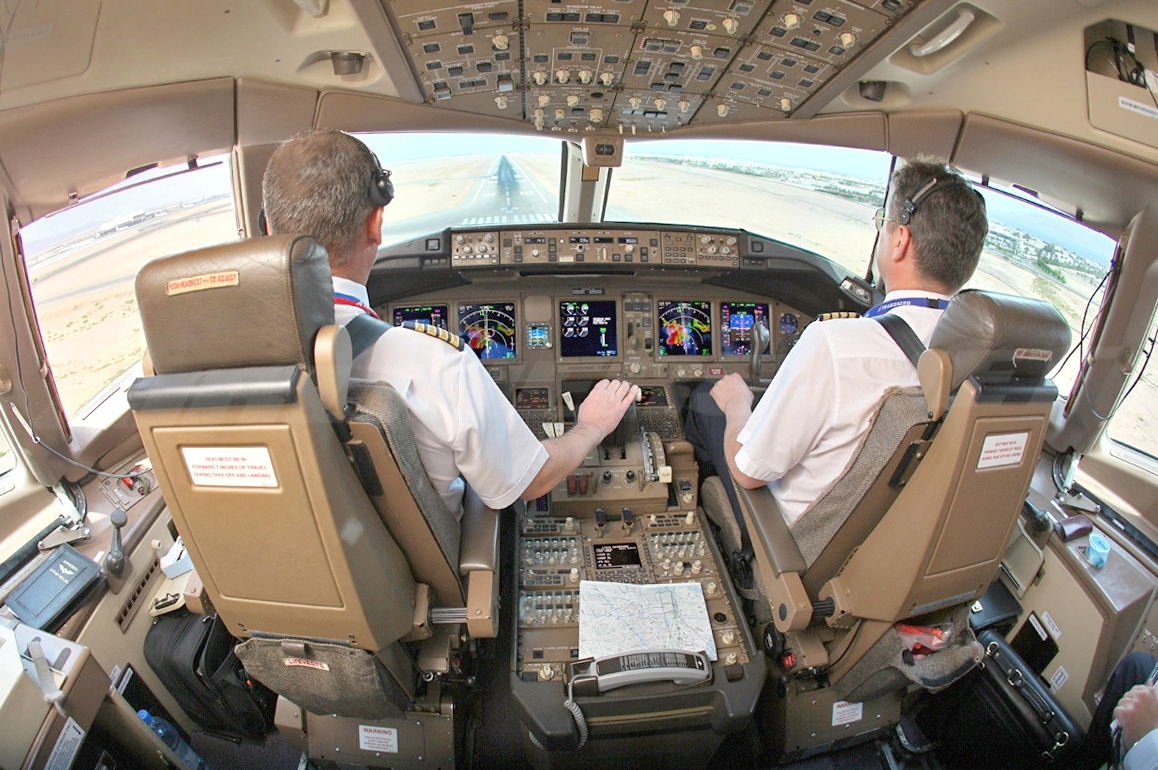
قمرة القيادة الزجاجية المكونة من فردين

أدت رغبة من قبل شركات الطيران لتملك طائرة تسع لعدد ركاب ما بين حمولة البوينغ 767-300 وحمولة البوينغ 747-400 إلى بدء العمل على مشروع تطوير طائرة قد تنافس طائرتي إيرباص الإيه-330 والإيه-340 وطائرة مكدونل دوجلاس الأم دي-11 في عام 1986.
تم العمل أولاً على تعديل البوينغ 767 لتلبية هذا الفجوة، ولكن في أكتوبر من عام 1988 وبعد النظر في عدة أنواع من الـ767 أقترح فريق التصميم تصميم طائرة جديدة، حيث أن تكلفة تطوير طائرة حالية كانت أعلى مما كان الفريق يهدف إليه.

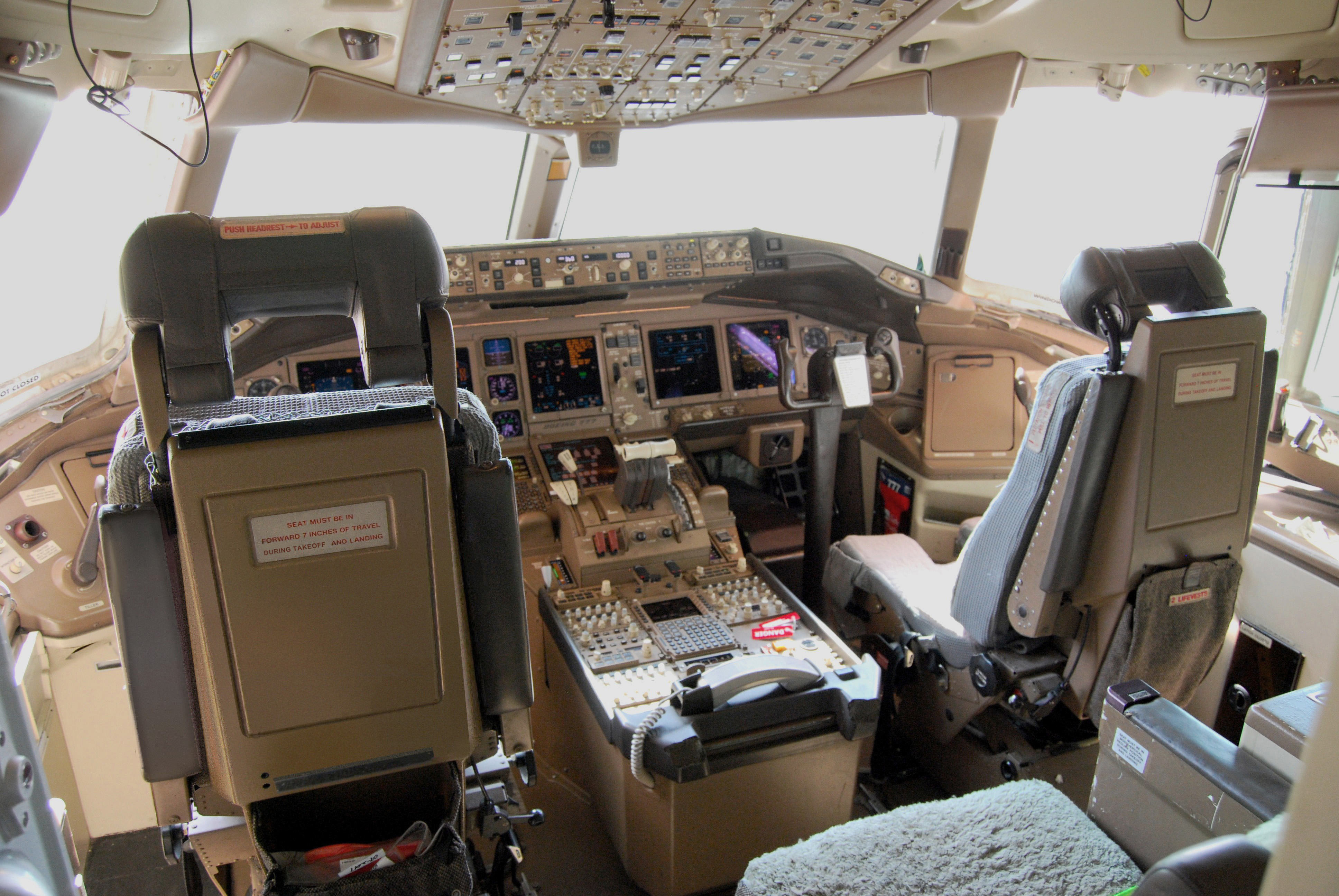
قمرة قيادة البوينغ 777-200إي أر

عملت شركة بوينغ مع عدة شركات طيران ومورديها أثناء التطوير، وذلك لتلبية طلب هذه الشركات وأيضاً لتسهيل عملية الإنتاج وكانت شركات الطيران تعمل مع بوينغ كشركاء في التطوير. إحدى التحديات التي واجهتها الشركة هو العمل مع مصنعي المحركات على تصميم طائرة تستطيع القيام بعمليات بمحركين بمدى موسع مع بداية دخول الطائرة في الخدمة، وتم توزيع هذه المسؤولية ما بين بوينغ والشركات الرائدة في العالم لصناعة محركات الطائرات وهي: برات آند ويتني، وجي إي أفياشون ورولز رويس بي إل سي.
وفي 29 أكتوبر 1990 تم رفع الستار عن مشروع البوينغ 777. حصلت الطائرة على شهادات تصميم وتصنيع من وكالات الطيران في الولايات المتحدة وأوروبا في 19 أبريل 1995.

## التصميم

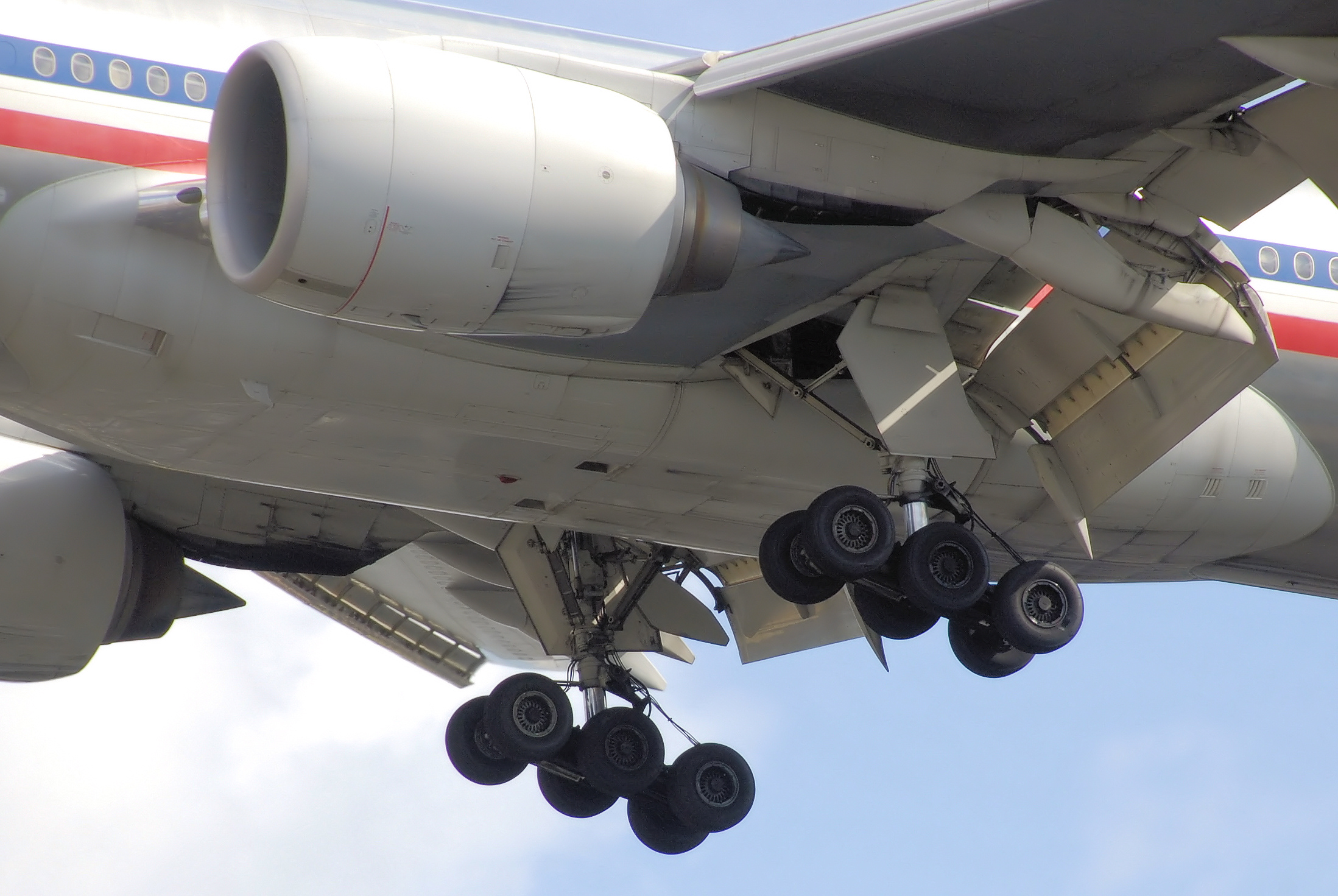
محركات، وقلابات وعجلات 777-300إي أر تابعة للخطوط الجوية الأمريكية.

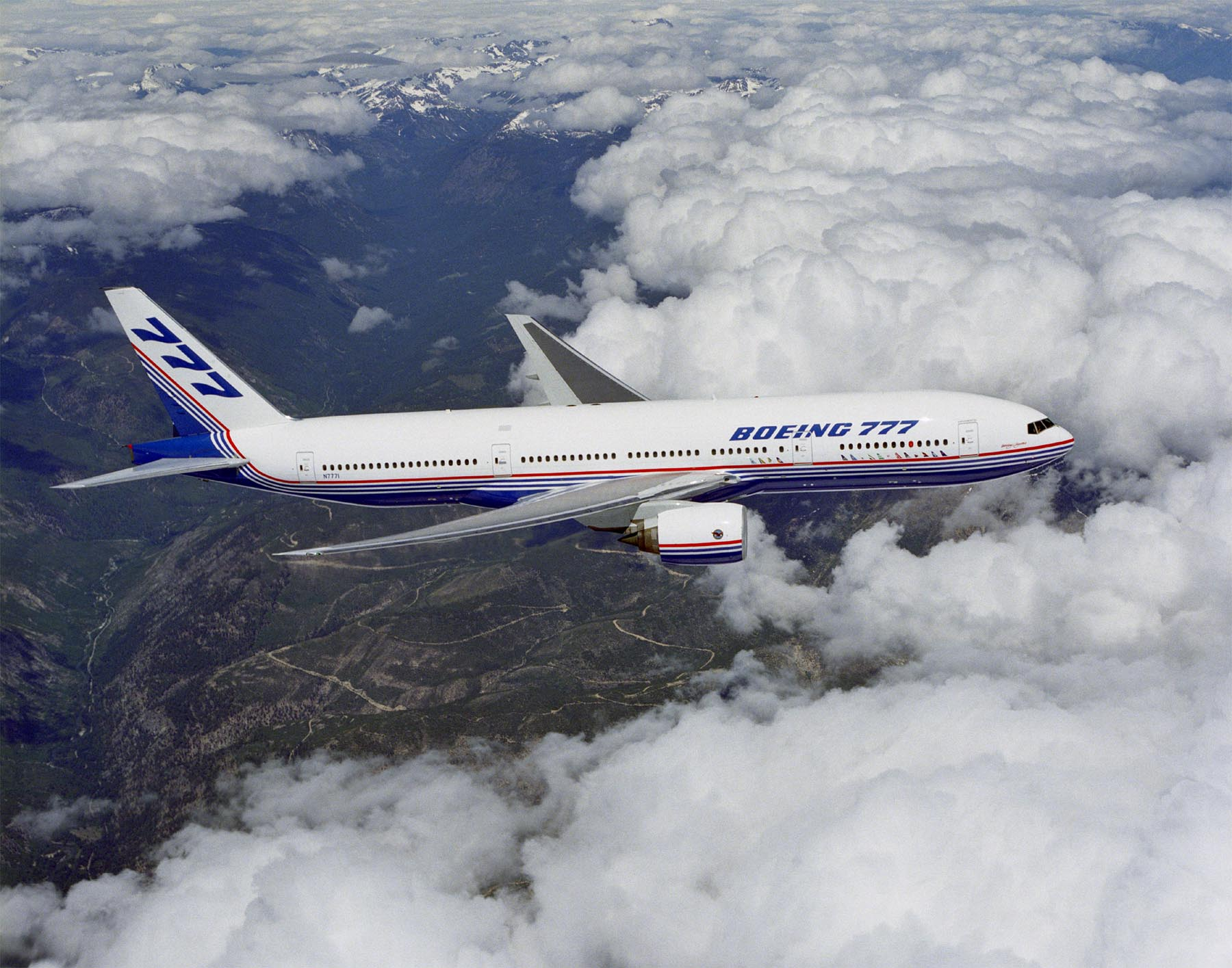
قامت طائرة بوینغ 777 برحلتها الأولى

تعد طائرة بوينغ 777 أكبر طائرة مدنية ذات بدن واسع بمحركين في العالم. وبدأت شركة بوينغ منذ البداية بمنظور جديد لتطوير الطائرة الـ777، وذلك من حيث المواد المستخدمة في صناعتها، والأنظمة، والهندسة، والصناعة وأيضاً مرونة تصميم قمرة القيادة. بالإضافة إلى ذاك صممت الطائرة بنظام الطيران بالسلك وقمرة قيادة زجاجية. أستخدمت مواد مركبة عند تصميم الطائرة، وبالأخص على أسطح الأجنحة، مما أدى إلى تخفيض وزن الطائرة بـ1،180 كغ. تم أيضاً استخدام الألومنيوم المتطور والذي ساعد في تخفيض وزن الطائرة بـ1،450 كغ إضافية. هذه المواد اللافلزية مستخدمة في بناء ما يقارب 10% من جسم الطائرة.

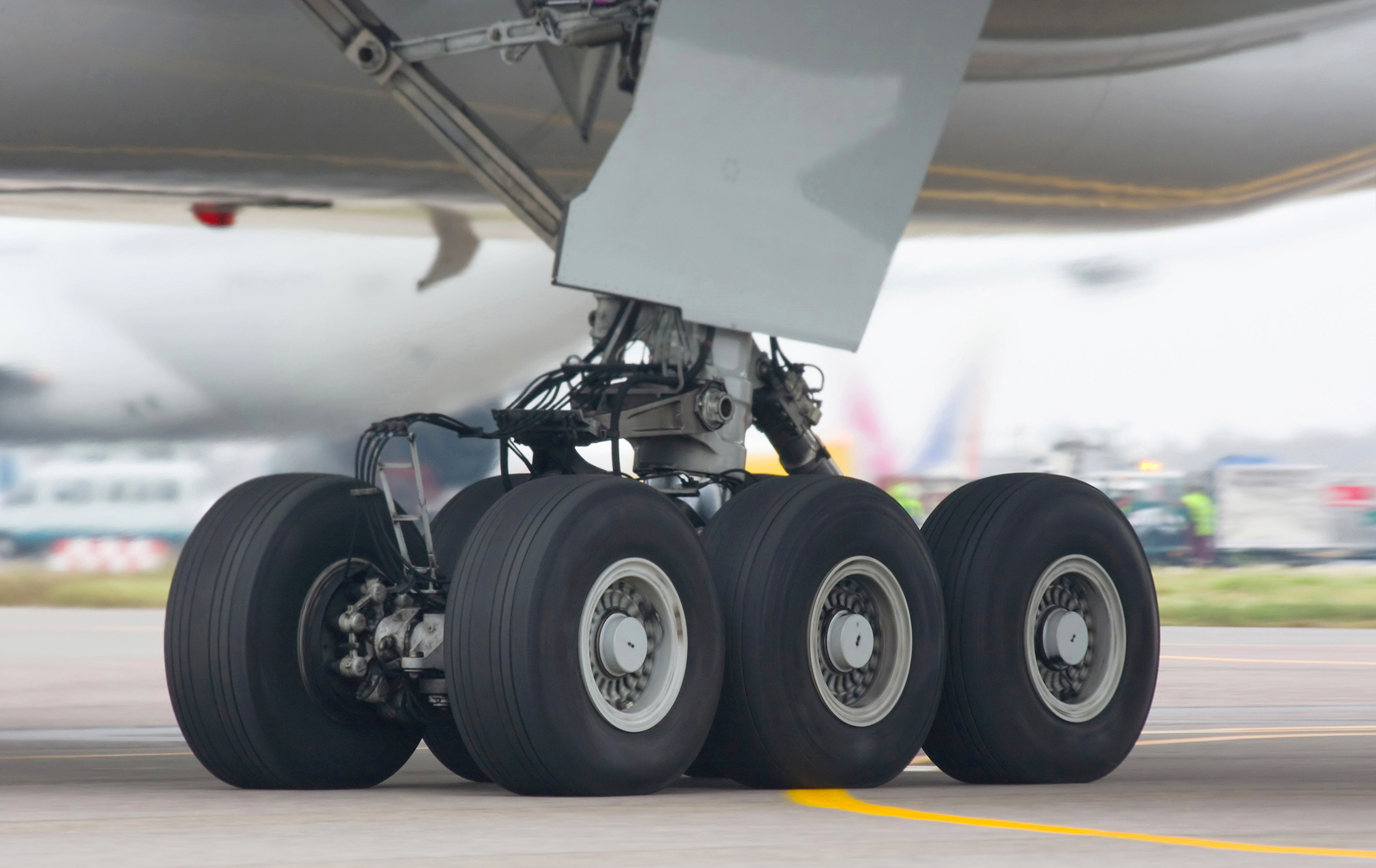
الست إطارات في عدة هبوط البوينغ 777.

يبلغ باع الجناح 61 م، ومساحة الأجنحة تبلغ 430 متراً مربعاً. تم تصميم الأجنحة لسرعة طيران مثالي يبلغ 0.84 ماخ. أما زاوية انفراج الجناح إلى الأعلى فهي عالية وذلك لترك فرجة بين المحركات الكبيرة التي استخدمت والأرض. تم عرض خيار على شركات الطيران لطي 6.5م من أطراف الأجنحة أفقياً (مثل طائرات القوات البحرية) لكي تستطيع استخدام البوابات في بعض المطارات التي قد تكون مصممة لطائرات أصغر حجماً.
تتميز عدة هبوط الـ777 بأنها الأكبر وإطاراتها هي أكبر إطارات في تاريخ طائرات الركاب التجارية النفاثة. عدة الهبوط فيها تتكون من وحدتين أساسيتين خلفيتين ووحدة أمامية. لكلا الوحدتين الأساسيتين ست عجلات في وضع ترادفي. أما الوحدة الأمامية فلها عجلتان مترادفتان. تستطيع الوحدات الأساسية التحرك ثمان درجات لمساعدة لمساعدة الوحدة الأمامية في التوجيه.

## الفئات

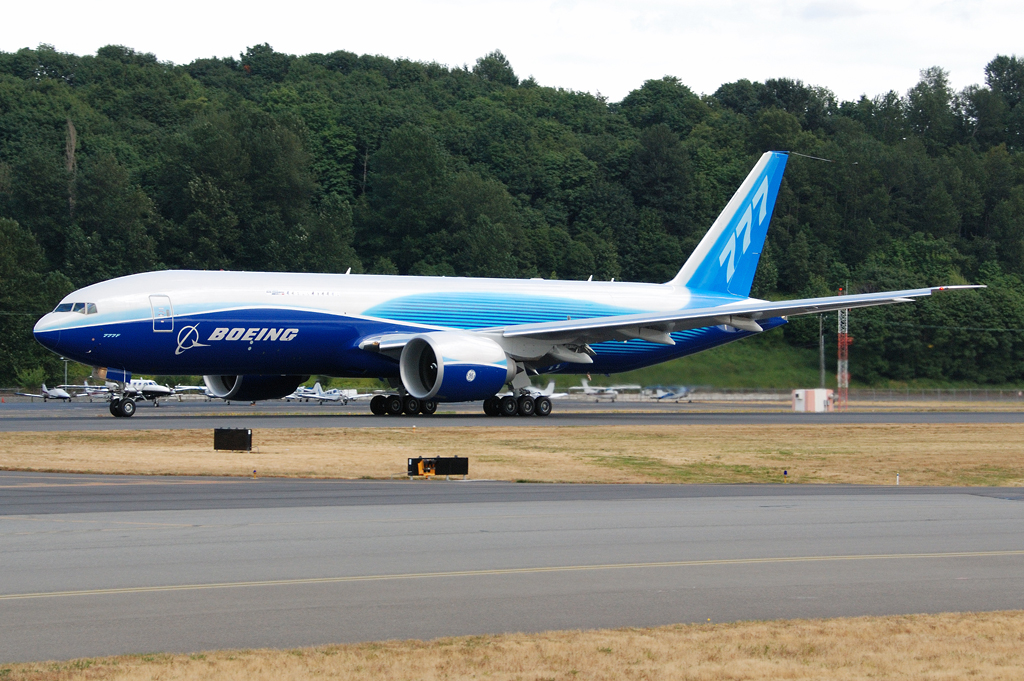
أول نموذج شحن ل777 أثناء الاختبارات والتي طلبت من قبل الخطوط الجوية الفرنسية.

توجد هناك ست فئات للبوينغ 777. أول فئة للطائرة هي ال777-200 وتعتبر النموذج الأساسي لعائلة ال777، والتي دخلت الخدمة عام 1995. تم تطوير الفئة السابقة إلى ال777-200«إي أر» والتي تتمتع بمدى أطول من سابقتها والتي بدأت العمل مع شركات الطيران في عام 1997. بعدها تم إنتاج ال777-300 وهي أطول من الفئة السابقة ب10.5 متراً، هذه الفئة بدأت الخدمة في عام 1998. أيضا تم إضافة «إي أر» إلى ال777-300 في عام 2002 والتي تتميز بمدى أطول من ال777-300 الأساسية. مرة أخرى تم تطوير ال777-200 إلى فئة «أل أر» والتي تعد الطائرة التجارية ذات مدى الطيران الأطول في العالم، وأزيح الستار عنها في عام 2005.
في عام 2004 أعلنت بوينغ أنها ستنتج طائرة شحن من طراز ال777 وهي مبنية على ال777-200«أل أر»، وتعتبر أكبر طائرة شحن ذات محركين.

### 8-777 أكس
تعتبر البوينغ 777-8 أكس مشابهة للنموذج 777-300 إي أر من من حيث الطول ومن عدد المقاعد ب350 مقعد في 3 درجات، ويبلغ مداها 17.200 كلم وصممت لتنافس طائرة اإيرباص إيه 350-1000.

### 9-777 أكس
البوينغ 777-9 أكس ذات الجسم المطول والأطول من بين كل النماذج يصل عدد مقاعدها إلى 407 مقعد في 3 درجات، ويصل مداها إلى 15.200 كلم، وقد أعلنت بوينغ أنه لن يكون للطائرة منافس في السوق، ومن المتوقع أن يبدأ إنتاجها في 2017 وأن تدخل للخدمة في عام 2020.

## الحوادث والأحداث

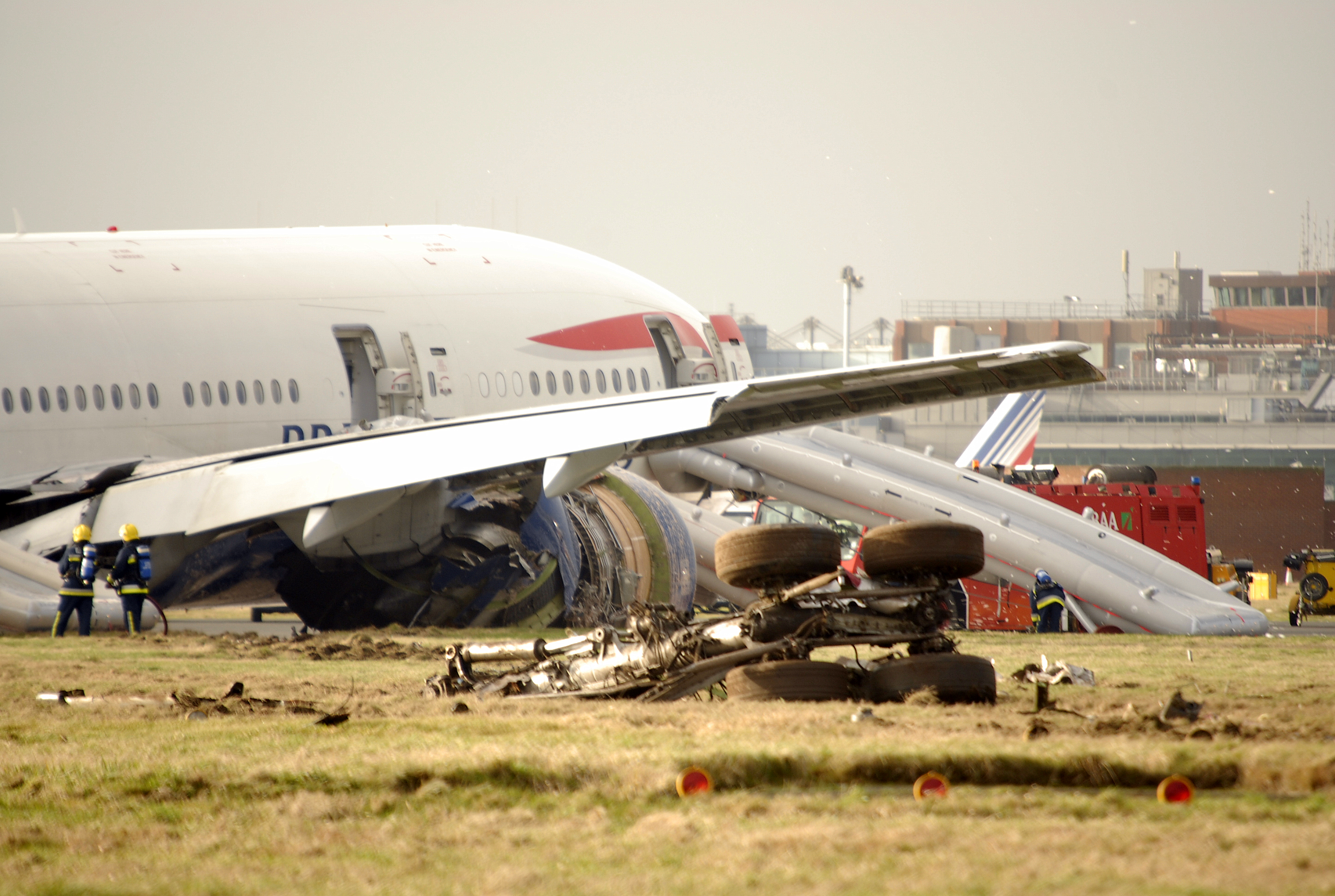
طائرة الخطوط الجوية البريطانية رحلة 38 من “بوينغ 777-200إي أر“ بعد انقطاع الدفع قبيلة الهبوط في مطار لندن هيثرو.

حتى ديسمبر 2008 لم تكن هناك أي وفيات لأي من ركاب أو طاقم طائرة من طراز بوينغ 777.
- في 5 سبتمبر 2005 تعرض أحد عمال الوقود في مطار دنفر الدولي لحروق أدت إلى وفاته أثناء عملية تزويد طائرة بوينغ 777 تابعة للخطوط الجوية البريطانية.[19]
- في 17 يناير 2008 تم شطب أول طائرة بوينغ 777 بعد تعرض الخطوط الجوية البريطانية رحلة 38 لهبوط قوي إثر فقدان كل الدفع من محركاتها الإثنين رولز رويس ترنت 895. كانت الطائرة وهي من طراز “بوينغ 777-200 إي أر“ في آخر لحظات رحلة من بكين إلى لندن، وهبطت الطائرة على بعد 300 متر من مدرج مطار لندن هيثرو 27أر ثم إنزلقت إلى عتبة المدرج. لم تكن هناك أي وفيات، ولكن كان هناك 13 إصابة. أثرت صدمة النزول على ضرر نظام العجلات، أطراف الأجنحة الداخلية والمحركان. يعتقد أن وجود الثلج في نظام الوقود أدى إلى تقييد تدفق الوقود إلى المحركات ما أدى إلى الحادث.[20]
- في 26 نوفمبر 2008 تعرضت طائرة بوينغ 777-200 إي أر تستخدم محركات رولز رويس ترنت 895 تابعة لدلتا إير لاينز في رحلة من شانغهاي إلى أتلانتا إلى انخفاض في الدفع من إحدى المحركات من دون أوامر من الطيار على ارتفاع 39,000 قدم. استطاع الطاقم إعادة الدفع بعد النزول إلى 31,000 قدم وإتباع الإجراءات اللازمة.[21]
- في السادس من يوليو، 2013، تعرضت رحلة خطوط الاسيانا رقم 214، طراز 777-200، إلى حادثة تحطم أثناء هبوطها في مطار سان فرانسيسكو الدولي، قادمة من سيول، كوريا. أدى هذا الحادث إلى وفاة 3 من ركاب الطائرة، وإصابة 182 شخص، خمسة منهم في حالة خطرة.
- في 8 مارس 2014 فقدت طائرة الخطوط الجوية الماليزية من طراز 777-200 بعد أن انقطع إتصال الراديو بها وكانت في رحله من كوالالمبور إلى بكين حيث اختفت عن شاشة الرادار في تمام الساعة 1:40 دقيقة صباحا بتوقيت بكين حيث كانت في منطقة المراقبة الخاضعة لمراقبة مراقبي الحركة الجوية الفيتنامية وكان على متنها 227 راكب و12 من أفراد الطاقم[22]
- في 3 أغسطس 2016 وقعت حادثة لطائرة من طراز بوينغ 777-31إتش ذات رقم التسجيل (A6-EMW) التابعة لطيران الإمارات في رحلتها رقم (EK521) والقادمة من مدينة ثيروفانانثابورام عاصمة ولاية كيرالا الهندية إلى مطار دبي الدولي، الطائرة هبطت اضطراريا على المدرج الرئيسي في حوالي الساعة 12:45 ظهرا بتوقيت دبي، الطائرة تعرضت لأضرار كبيرة عقب اشتعال النار في مقدمتها. ولم يبلغ عن إصابات بين ركاب الطائرة والبالغ عددهم 275 راكب.

## الطلبات والتسليم
مقال تفصيلي :لائحة طلبيات وتسليمات البوينغ 777
المعلومات حتى 31 مارس 2014.
|               | الطلبيات | الطلبيات | التسليمات | التسليمات | التسليمات | التسليمات | التسليمات | التسليمات | التسليمات | التسليمات | التسليمات | التسليمات | التسليمات | التسليمات | التسليمات | التسليمات | التسليمات | التسليمات | التسليمات | التسليمات | التسليمات | التسليمات | التسليمات |
| النوع         | المجموع  | الفرق    | المجموع   | 2014      | 2013      | 2012      | 2011      | 2010      | 2009      | 2008      | 2007      | 2006      | 2005      | 2004      | 2003      | 2002      | 2001      | 2000      | 1999      | 1998      | 1997      | 1996      | 1995      |
| ------------- | -------- | -------- | --------- | --------- | --------- | --------- | --------- | --------- | --------- | --------- | --------- | --------- | --------- | --------- | --------- | --------- | --------- | --------- | --------- | --------- | --------- | --------- | --------- |
| 200-777       | 88       | 0        | 88        |           |           |           |           |           |           |           | 1         |           | 3         | 2         | 1         |           | 3         | 9         | 3         | 10        | 11        | 32        | 13        |
| 200-777 إي أر | 422      | 0        | 422       | 0         | 4         | 3         |           | 3         | 4         | 3         | 19        | 23        | 13        | 22        | 29        | 41        | 55        | 42        | 63        | 50        | 48        |           |           |
| 200-777 أل أر | 59       | 2        | 57        | 1         | 1         | 1         | 6         | 9         | 16        | 11        | 10        | 2         |           |           |           |           |           |           |           |           |           |           |           |
| 300-777       | 60       | 0        | 60        |           |           |           |           |           |           |           |           | 1         | 4         | 2         | 9         | 6         | 3         | 4         | 17        | 14        |           |           |           |
| 300-777 إي أر | 721      | 250      | 471       | 19        | 79        | 60        | 52        | 40        | 52        | 47        | 53        | 39        | 20        | 10        |           |           |           |           |           |           |           |           |           |
| 777 أف        | 132      | 42       | 90        | 4         | 14        | 19        | 15        | 22        | 16        |           |           |           |           |           |           |           |           |           |           |           |           |           |           |
| 777 أكس       | 66       | 66       |           |           |           |           |           |           |           |           |           |           |           |           |           |           |           |           |           |           |           |           |           |
| المجموع       | 1548     | 360      | 1188      | 24        | 98        | 83        | 73        | 74        | 88        | 61        | 83        | 65        | 40        | 36        | 39        | 47        | 61        | 55        | 83        | 74        | 59        | 32        | 13        |

## المواصفات
|                                          | 200-777                                                                     | 200-777 إي أر                                                               | 200-777 أل أر                                           | 777 أف                                                | 300-777                                                                     | 300-777 إي أر                                         |
| ---------------------------------------- | --------------------------------------------------------------------------- | --------------------------------------------------------------------------- | ------------------------------------------------------- | ----------------------------------------------------- | --------------------------------------------------------------------------- | ----------------------------------------------------- |
| طاقم الطيران                             | 2                                                                           | 2                                                                           | 2                                                       | 2                                                     | 2                                                                           | 2                                                     |
| عدد الركاب، العادي                       | 305 (ثلاثة صفوف) 400 (صفان)                                                 | 301 (ثلاثة صفوف) 400 (صفان)                                                 | 301 (ثلاثة صفوف) 400 (صفان)                             | لا يوجد (شحن)                                         | 368 (ثلاثة صفوف) 451 (صفان)                                                 | 365 (ثلاثة صفوف) 451 (صفان)                           |
| عدد الركاب، الأقصى                       | 440                                                                         | 440                                                                         | 440                                                     | -                                                     | 550                                                                         | 550                                                   |
| الطول                                    | 63.7 متر (209 قدم 1 بوصة)                                                   | 63.7 متر (209 قدم 1 بوصة)                                                   | 63.7 متر (209 قدم 1 بوصة)                               | 63.7 متر (209 قدم 1 بوصة)                             | 73.9 متر (242 قدم 4 بوصة)                                                   | 73.9 متر (242 قدم 4 بوصة)                             |
| باع الجناح                               | 60.9 متر (199 قدم 11 بوصة)                                                  | 60.9 متر (199 قدم 11 بوصة)                                                  | 64.8 متر (212 قدم 7 بوصة)                               | 64.8 متر (212 قدم 7 بوصة)                             | 60.9 متر (199 قدم 11 بوصة)                                                  | 64.8 متر (212 قدم 7 بوصة)                             |
| زاوية انفراج الجناح للخلف                | 31.64°                                                                      | 31.64°                                                                      | 31.64°                                                  | 31.64°                                                | 31.64°                                                                      | 31.64°                                                |
| ارتفاع الذيل                             | 18.5 متر (60 قدم 9 بوصة)                                                    | 18.5 متر (60 قدم 9 بوصة)                                                    | 18.8 متر (61 قدم 9 بوصة)                                | 18.6 متر (61 قدم 1 بوصة)                              | 18.5 متر (60 قدم 8 بوصة)                                                    | 18.7 متر (61 قدم 5 بوصة)                              |
| عرض جسم الطائرة                          | 5.86 متر (19 قدم 3 بوصة)                                                    | 5.86 متر (19 قدم 3 بوصة)                                                    | 5.86 متر (19 قدم 3 بوصة)                                | 5.86 متر (19 قدم 3 بوصة)                              | 5.86 متر (19 قدم 3 بوصة)                                                    | 5.86 متر (19 قدم 3 بوصة)                              |
| عرض كابينة الطائرة                       | 6.19 متر (20 قدم 4 بوصة)                                                    | 6.19 متر (20 قدم 4 بوصة)                                                    | 6.19 متر (20 قدم 4 بوصة)                                | 6.19 متر (20 قدم 4 بوصة)                              | 6.19 متر (20 قدم 4 بوصة)                                                    | 6.19 متر (20 قدم 4 بوصة)                              |
| سعة الشحن                                | 5,655 قدم³ (160 متر³) 14 أل دي3                                             | 5,655 قدم³ (160 متر³) 14 أل دي3                                             | 5,302 قدم³ (150 متر³) 6 أل دي3                          | 22,455 قدم³ (636 متر³) 37 منصة                        | 7,080 قدم³ (200 متر³) 20 أل دي3                                             | 7,080 قدم³ (200 متر³) 20 أل دي3                       |
| وزن تشغيلي فارغ                          | 307,000 رطل (139,225 كج)                                                    | 315,000 رطل (142,900 كج)                                                    | 326,000 رطل (148,181 كج)                                | 326,000 رطل (148,181 كج)                              | 353,600 قدم (160,120 كج)                                                    | 366,940 رطل (166,881 كج)                              |
| الوزن الأقصى للإقلاع                     | 545,000 رطل (247,210 كج)                                                    | 656,000 رطل (297,560 كج)                                                    | 766,000 رطل (347,450 كج)                                | 766,000 رطل (347,450 كج)                              | 660,000 رطل (299,370 كج)                                                    | 775,000 رطل (351,534 كج)                              |
| سرعة العبور                              | 0.84 ماخ (560 ميل\س،905 كم\س،490 عقدة) على 35,000 قدم                       | 0.84 ماخ (560 ميل\س،905 كم\س،490 عقدة) على 35,000 قدم                       | 0.84 ماخ (560 ميل\س،905 كم\س،490 عقدة) على 35,000 قدم   | 0.84 ماخ (560 ميل\س،905 كم\س،490 عقدة) على 35,000 قدم | 0.84 ماخ (560 ميل\س،905 كم\س،490 عقدة) على 35,000 قدم                       | 0.84 ماخ (560 ميل\س،905 كم\س،490 عقدة) على 35,000 قدم |
| سرعة قصوى لطائرة                         | 0.89 ماخ (587 ميل\س،945 كم\س،510 عقدة) على 35,000 قدم                       | 0.89 ماخ (587 ميل\س،945 كم\س،510 عقدة) على 35,000 قدم                       | 0.89 ماخ (587 ميل\س،945 كم\س،510 عقدة) على 35,000 قدم   | 0.89 ماخ (587 ميل\س،945 كم\س،510 عقدة) على 35,000 قدم | 0.89 ماخ (587 ميل\س،945 كم\س،510 عقدة) على 35,000 قدم                       | 0.89 ماخ (587 ميل\س،945 كم\س،510 عقدة) على 35,000 قدم |
| المدى بحمولة كاملة (ليست الحمولة القصوى) | 3,250 ميل بحري (6,020 كم)                                                   | 5,800 ميل بحري (10,740 كم)                                                  | 7,500 ميل بحري (13,890 كم)                              | 4,895 ميل بحري (9,065 كم)*                            | 3,800 ميل بحري (7,035 كم)                                                   | 5,500 ميل بحري (10,190 كم)                            |
| المسافة القصوى للطيران                   | 5,235 ميل بحري (9,695 كم)                                                   | 7,700 ميل بحري (14,260 كم)                                                  | 9,380 ميل بحري (17,370 كم)                              | 4,885 ميل بحري (9,045 كم)*                            | 6,015 ميل بحري (11,135 كم)                                                  | 7,930 ميل بحري (14,685 كم)                            |
| السعة القصوى للوقود                      | 31,000 غالون أمريكي (117,000 ليتر)                                          | 45,220 غالون أمريكي (171,160 ليتر)                                          | 53,440 غالون أمريكي (202,290 ليتر)                      | 47,890 غالون أمريكي (181,280 ليتر)                    | 45,220 غالون أمريكي (171,160 ليتر)                                          | 47,890 غالون أمريكي (181,280 ليتر)                    |
| أقصى ارتفاع للطيران                      | 43,100 قدم (13,140 متر)                                                     | 43,100 قدم (13,140 متر)                                                     | 43,100 قدم (13,140 متر)                                 | 43,100 قدم (13,140 متر)                               | 43,100 قدم (13,140 متر)                                                     | 43,100 قدم (13,140 متر)                               |
| محركات (x 2)                             | ب و4077 رولز رويس ترنت 877 جي إي90-77بي                                     | ب و4090 رولز رويس ترنت 895 جي إي90-94بي                                     | جي إي90-110بي جي إي90-115بي                             | جي إي90-110بي                                         | ب و4098 رولز رويس ترنت 892 جي إي90-94بي                                     | جي إي90-115بي                                         |
| الدفع (x 2)                              | ب و: 77,000 رطل (330 كن) رر: 77,000 رطل (330 كن) جي إي: 77,000 رطل (330 كن) | ب و: 90,000 رطل (400 كن) رر: 95,000 رطل (410 كن) جي إي: 94,000 رطل (410 كن) | جي إي: 110,000 رطل (480 كن) جي إي: 115,000 رطل (510 كن) | جي إي: 110,000 رطل (480 كن)                           | ب و: 98,000 رطل (430 كن) رر: 95,000 رطل (400 كن) جي إي: 94,000 رطل (410 كن) | جي إي: 115,000 رطل (510 كن)                           |

مصادر: مواصفات بوينغ 777،، ومواصفات الطائرة لتخطيط المطار. ملاحظة: *المدى الأولي لطائرة بدأت الخدمة مؤخرا.

### طائرات مناظرة
- إيرباص إيه 330-300
- إيرباص إيه 340
- إيرباص إيه 350
- بوينغ 767
- بوينغ 787
- إليوشن إل-96
- ماكدونل دوغلاس أم دي-11